# Navneet Kaur
Navneet Kaur née le 26 janvier 1996, est une joueuse professionnelle indienne de hockey sur gazon,.

## Carrière
Elle a participé à la Coupe du monde féminine de hockey sur gazon 2018.